# Hemileuca washingtonensis
Hemileuca washingtonensis är en fjärilsart som beskrevs av Medlar. 1944. Hemileuca washingtonensis ingår i släktet Hemileuca och familjen påfågelsspinnare. Inga underarter finns listade i Catalogue of Life.